# Montari Kamaheni
Montari Kamaheni (1º febbraio 2000) è un calciatore ghanese, difensore dell'Hapoel Kfar Shalem.

## Carriera
Ha giocato nella prima divisione dei campionati ghanese ed israeliano.

## Statistiche

### Presenze e reti nei club
Statistiche aggiornate al 7 aprile 2021.
| Stagione        | Squadra         | Campionato      | Campionato | Campionato | Coppe nazionali | Coppe nazionali | Coppe nazionali | Coppe continentali | Coppe continentali | Coppe continentali | Altre coppe | Altre coppe | Altre coppe | Totale | Totale |
| Stagione        | Squadra         | Comp            | Pres       | Reti       | Comp            | Pres            | Reti            | Comp               | Pres               | Reti               | Comp        | Pres        | Reti        | Pres   | Reti   |
| --------------- | --------------- | --------------- | ---------- | ---------- | --------------- | --------------- | --------------- | ------------------ | ------------------ | ------------------ | ----------- | ----------- | ----------- | ------ | ------ |
| 2018-2019       | Dreams          | PL              | 8          | 0          | -               | -               | -               | -                  | -                  | -                  | -           | -           | -           | 8      | 0      |
| 2019-2020       | Ashdod          | LH              | 14         | 1          | CI+CdL          | 1+4             | 0+0             | -                  | -                  | -                  | -           | -           | -           | 19     | 1      |
| 2020-2021       | Ashdod          | LH              | 27         | 1          | CI+CdL          | 2+4             | 0+0             | -                  | -                  | -                  | -           | -           | -           | 33     | 1      |
| Totale Ashdod   | Totale Ashdod   | Totale Ashdod   | 41         | 2          |                 | 11              | 0               |                    | -                  | -                  |             | -           | -           | 52     | 2      |
| Totale carriera | Totale carriera | Totale carriera | 49         | 2          |                 | 11              | 0               |                    | -                  | -                  |             | -           | -           | 60     | 2      |